# Johannes Otto (Pädagoge)

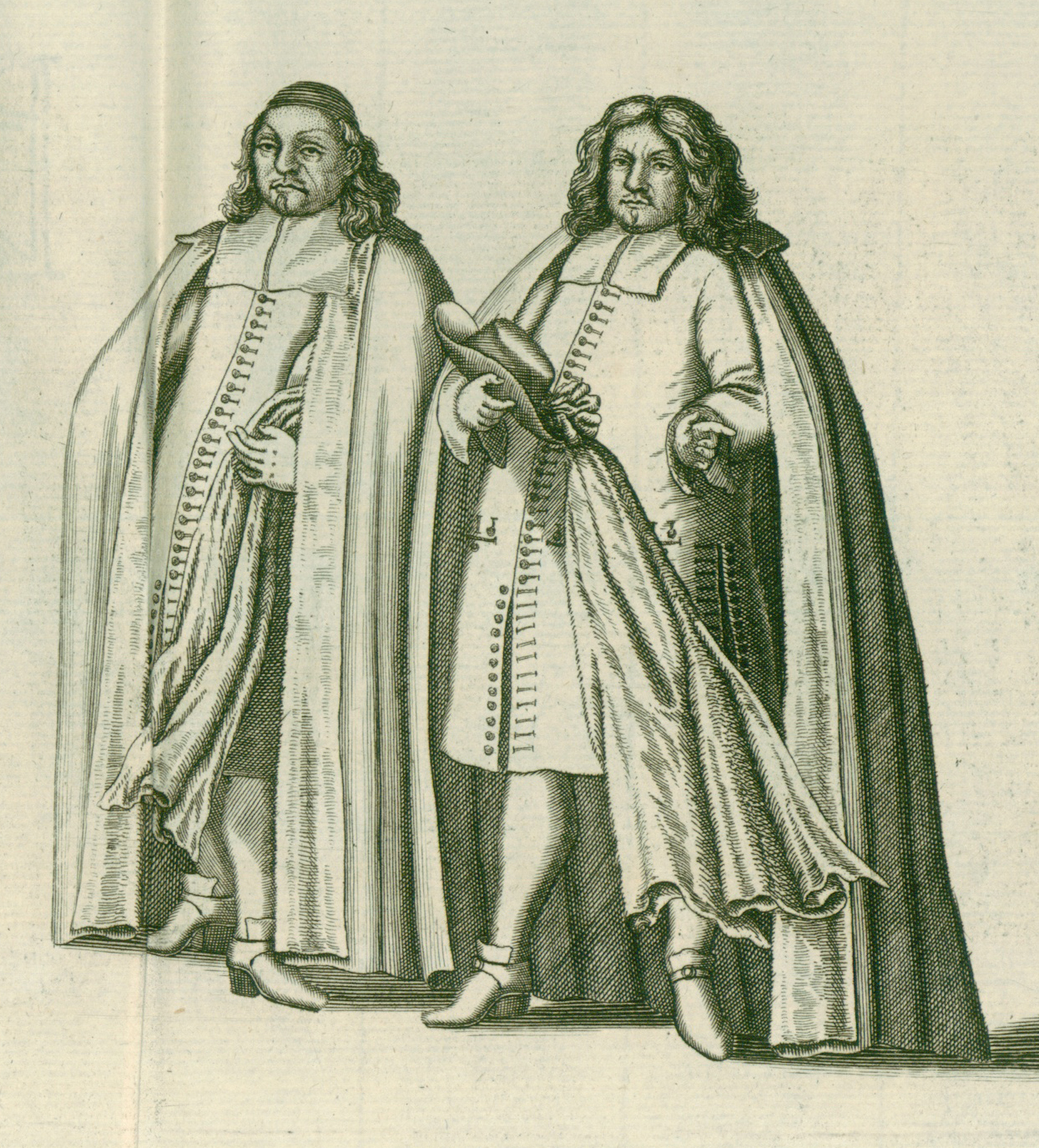
Die „Rectores“ Hermann Jacobi und Johann Otto 1680 bei der Beerdigungs-Prozession für Herzog Johann Friedrich von Braunschweig-Lüneburg;
Kupferstich (Ausschnitt) von Johann Georg Lange auf Initiative von Gottfried Wilhelm Leibniz

Johannes Otto (auch: Johann Otto;; * vor 1647 in Göttingen; † 11. Dezember 1691 in Hannover) war ein deutscher Gymnasialdirektor.

## Leben
Johannes Otto, der nach anderen Quellen nicht in Göttingen, sondern in Bodungen im Schwarzburgischen geboren sein soll, wurde nach seiner Ausbildung in der Residenzstadt Hannover im Jahr 1664 zunächst Subkonrektor, 1676 Konrektor und am 13. Februar 1683 schließlich – als Nachfolger von Hermann Jacobi – Rektor der Stadtschule Hannovers, des späteren Ratsgymnasiums beziehungsweise Lyceums.
Johannes Otto starb in der Nacht vom 10. auf den 11. Dezember 1691 und wurde in der Folgewoche am 18. Dezember bestattet.
Seine Kollegen sowie die Alumni der ersten Klasse als Schüler Ottos haben über den verstorbenen Rektor verschiedene „Leich-Carmina“ verfasst. Zu Ottos eigenen Werken zählt das in der gemeinsam mit Leibniz und anderen verfassten, mit Kupferstichen illustrierten und 1685 erschienenen Sammelschrift Iusta Funebria Serenissimo Principi Joanni Friderico Brunsvicensium Et Luneburge zum Tode des Landesherrn Johann Friedrich.
Erst am 3. Februar 1692 trat Justus Hoysenius († 30. Juni 1696) als Rektor der städtischen Schule die Nachfolge Ottos an.

## Schüler
Zu den Schülern Ottos zählten zahlreiche seinerzeit bekannte Persönlichkeiten, insbesondere die Hannoveraner Joh. Diederich Wehrmann, der spätere Senior Joh. Rabe (der ein Klagelied in griechischer und lateinischer Sprache verfasst hat), Hier. Uhle, Io. Henr. Grupe, Heinr. Iohann Wagemann, Io. Gvil. Engelbrecht, Iust. Henning Böhmer, Hinrich Jac. Passau, Heinrich Wilhelm von Anderten, Conr. Anthon Mäder, David Geo. Denicke, Arn. Dider. Engelbrecht, Andreas Benedikt Cortnum sowie Petrus Otto Heise.

## Schriften (Auswahl)
- Siqua pias unquam tetigerund funera mentes ..., in Conrad Christoph Heinemann: Der Baum des Lebens mit Seinen Früchten/ Und wie man derselben könne theilhafftig werden? : Bey ... Leich-Begängniß Des ... Georg Türcken/ Fürnehmen ICti, und XXIV. Jahre gewesenen ... Bürgermeisters dieser löblichen Stadt Hannover/ Welcher ... am 24. Martii ... des abgewichenen 1678. Jahres ... entschlaffen/ und darauff den 5. folgenden Monats Aprilis ... zu Hannover ... zur Ruhe bracht worden/ In der dazumal gehaltenen ... Leich-Predigt ... fürgestellet, Hannover: Grimm, 1679; Digitalisat der Niedersächsischen Staats- und Universitätsbibliothek Göttingen
- Piae Lacrymae, Quibus Beatissimum Serenissimi Ac Potentissimi Principis Et Domini ..., in Iusta Funebria Serenissimo Principi Joanni Friderico Brunsvicensium Et Luneburge ..., Rinteln: Gottfried Kaspar Wächter, 1685; Digitalisat der Universitäts- und Landesbibliothek Sachsen-Anhalt
- Pertinax recti ..., in David Rupert Erythropel: Ars Memoriae & Oblivionis, Die Kunst der Vergessenheit und Gedächtnisse : Aus den Worten Pauli ad Phil. c. 3. v. 13. 14. über den Sehligen Abschied Des ... Herrn Jacob Frantz Kotzebuen/ Weiland Hochfürstl. ... Hoff- und Leib-Medici, Als derselbe d: 4ten Decembris des 1685sten Jahrs ... sanfft und sehlig auffgelöset/ und darauff den 20sten selbiges Monaths dessen verblichener Cörper in hiesiger Neustädter Hoff-Kirchen zu Hannover in das Ihm bereitete Ruhe-Kämmerlein niedergesetzet wurde. Bey ansehnlicher ... Versamlunge ... vorgestellet und erklähret, Hannover: Georg Friedrich Grimm, 1686; Digitalisat